# Palais Royal – Musée du Louvre (Paris metro)
Palais Royal – Musée du Louvre är en station i Paris tunnelbana på linje 1 och linje 7. Det är en av åtta originalstationer som öppnade på den första delen av linje 1 år 1900 under namnet Palais Royal. Stationen på linje 7 öppnades år 1916. Stationen ligger i Paris turistkvarter i närheten av Palais Royal samt med ingång till museum Louvren. En av utgångarna är unik med konstnärliga glasformationer i olika färger, Kiosque des Noctambules.

## Fotogalleri

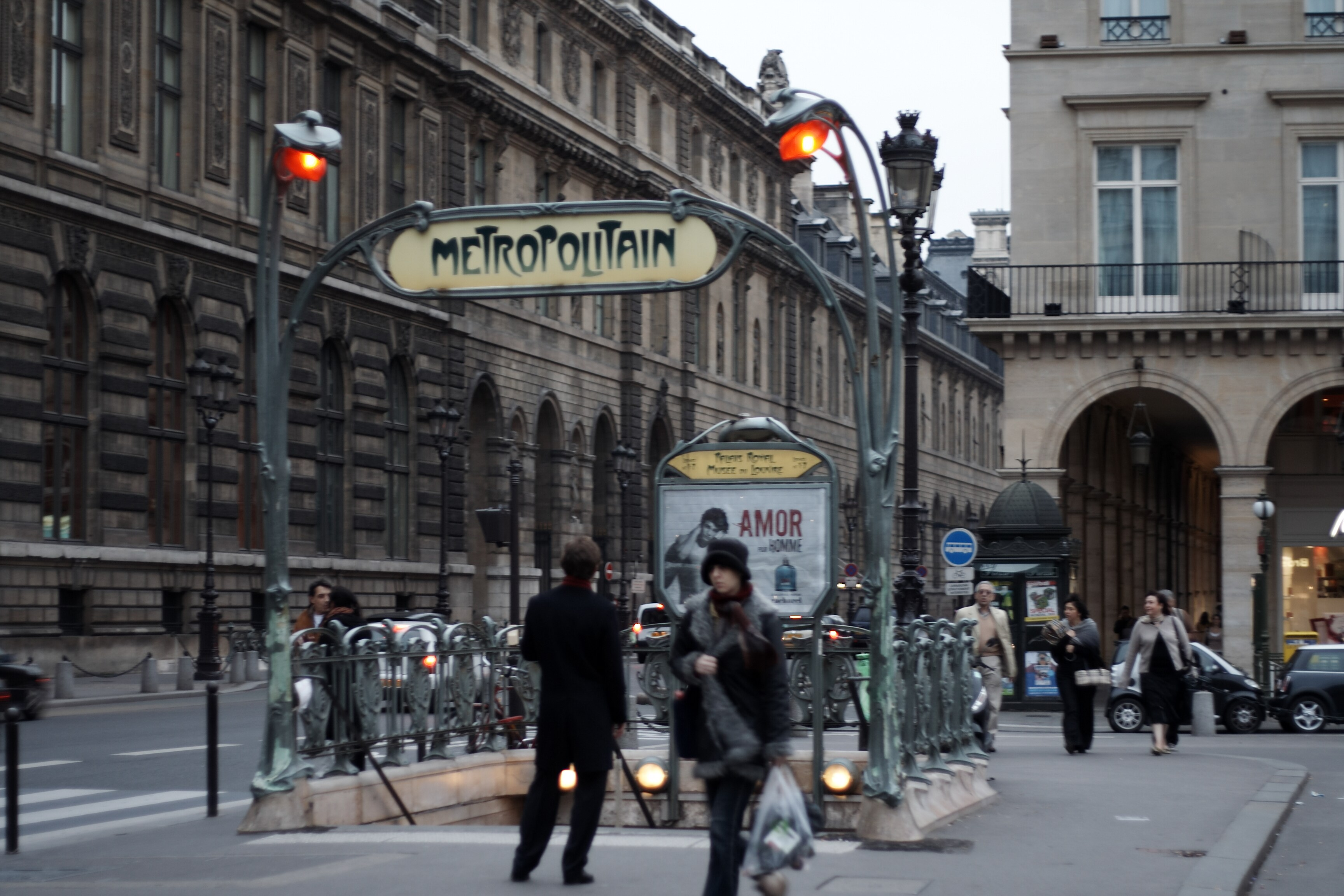
Stationsentré
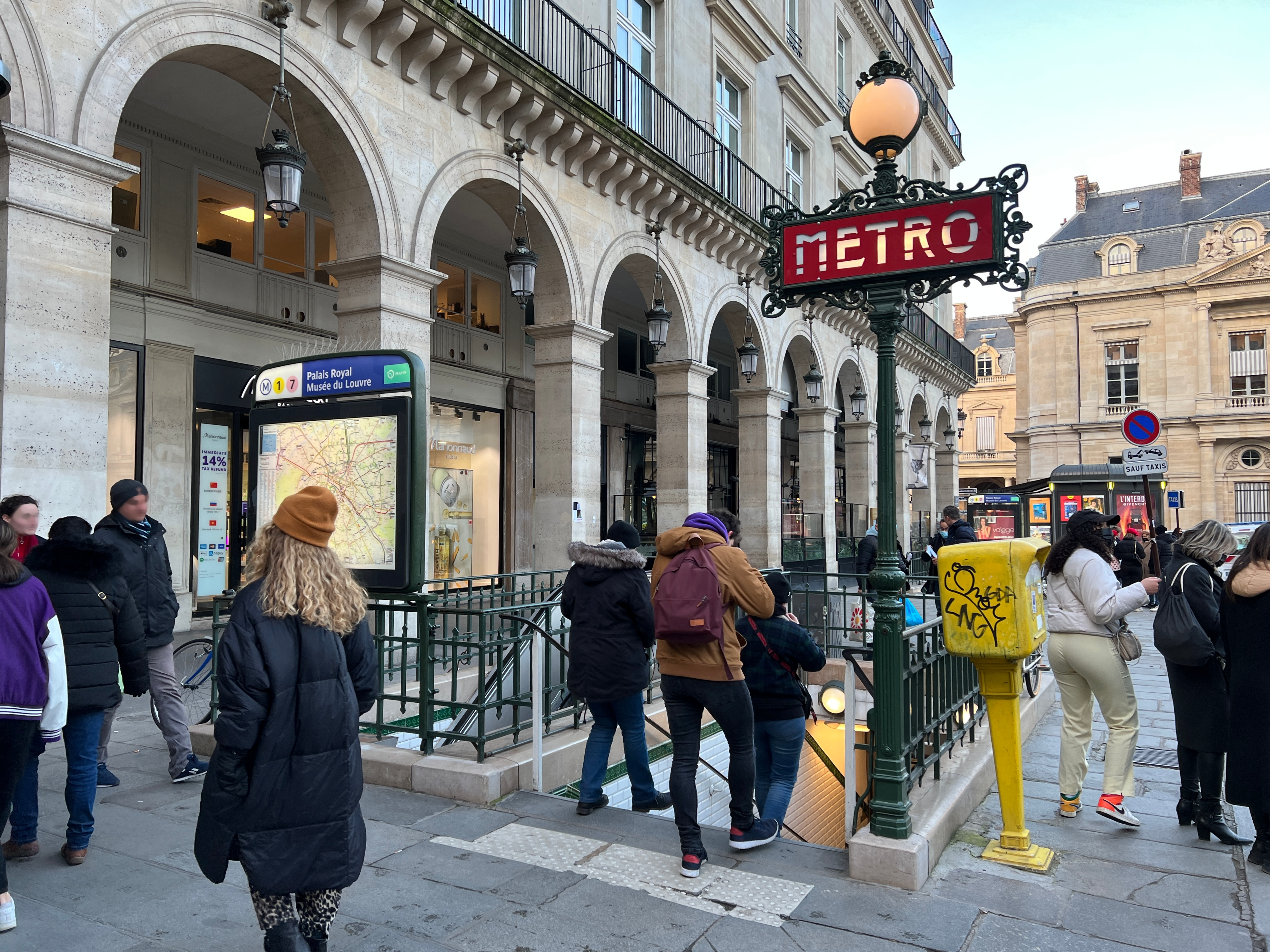
Stationsentré
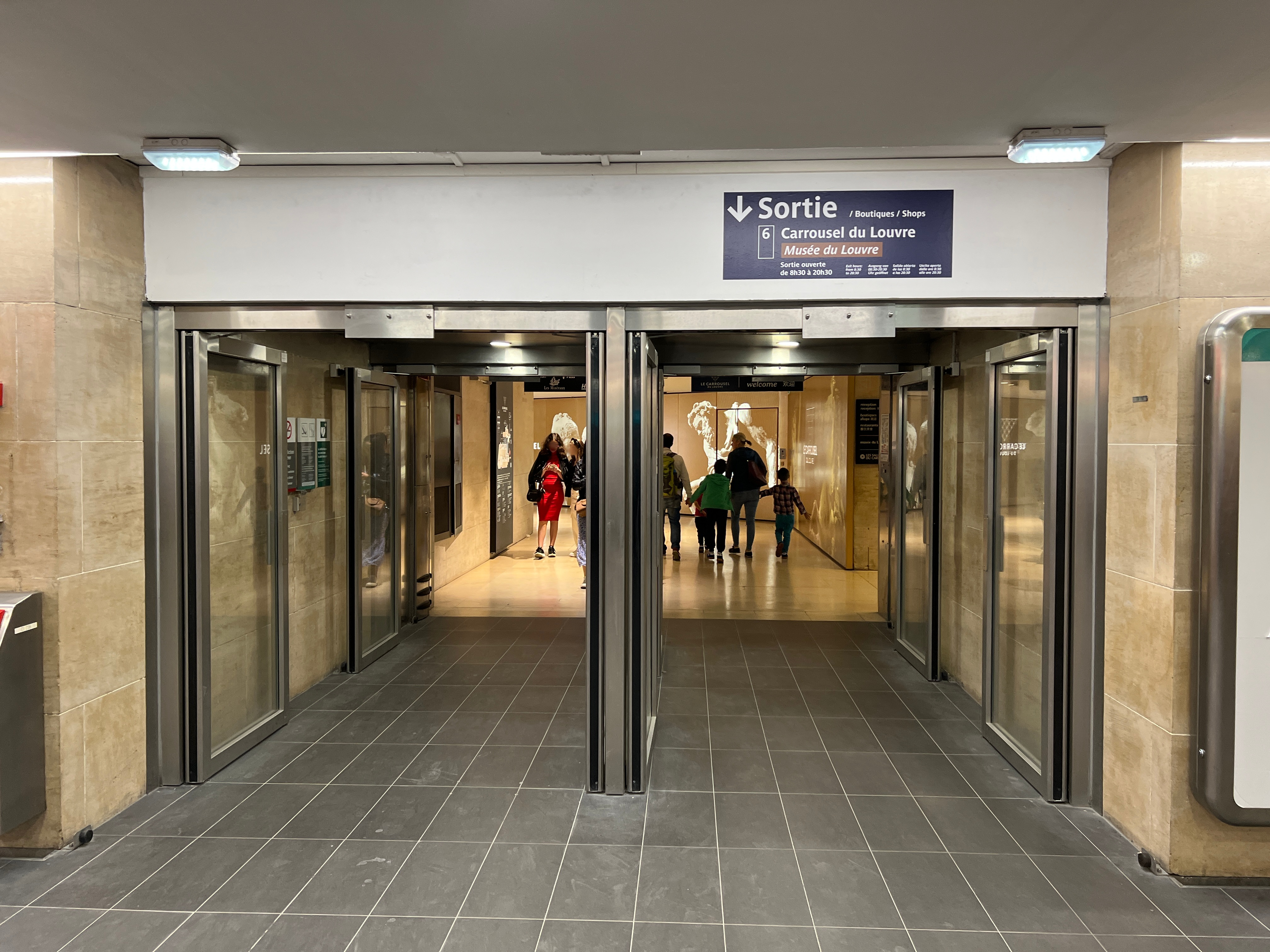
Entré direkt till Carrousel du Louvre och Louvren
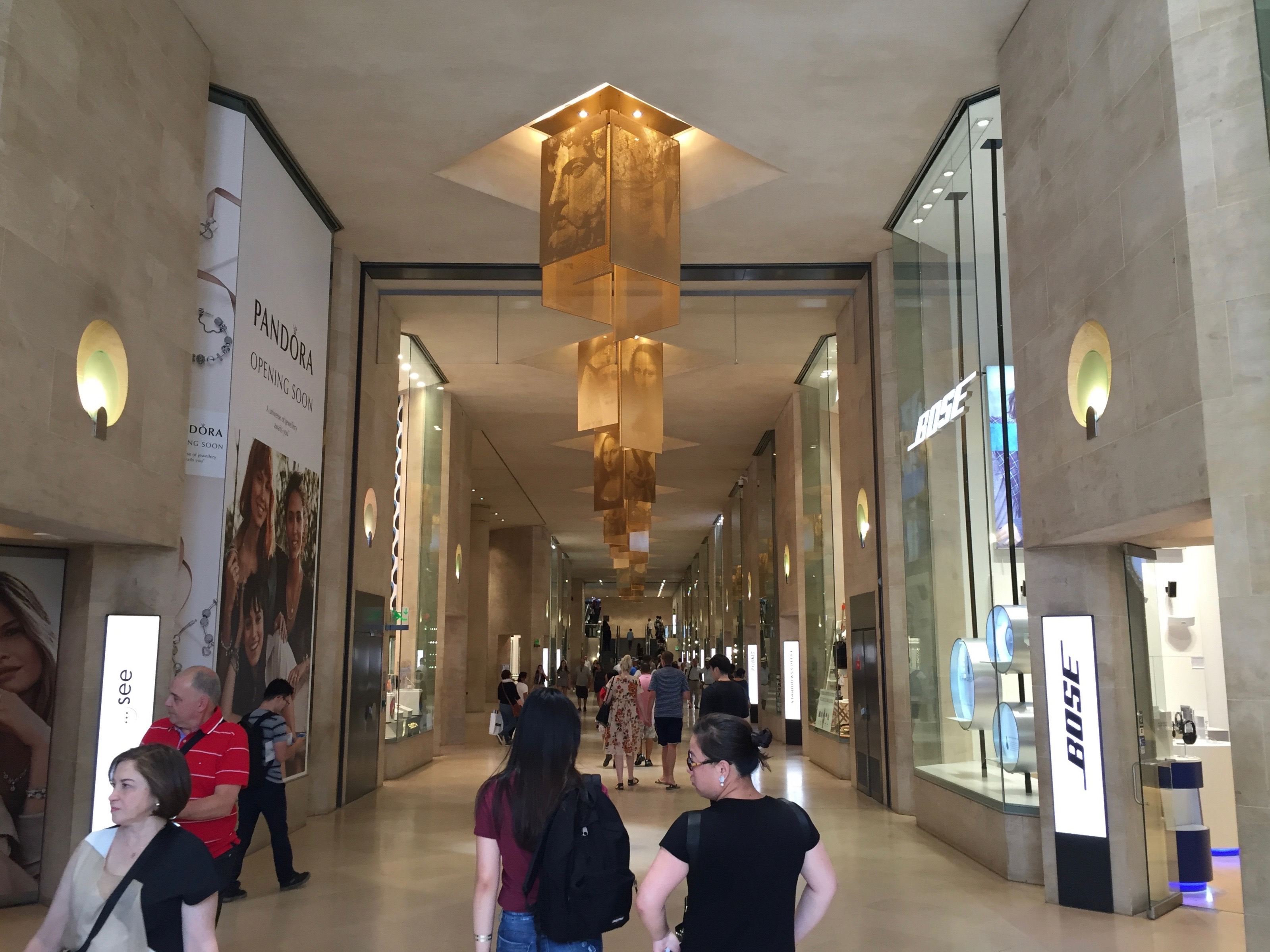
Carrousel du Louvre
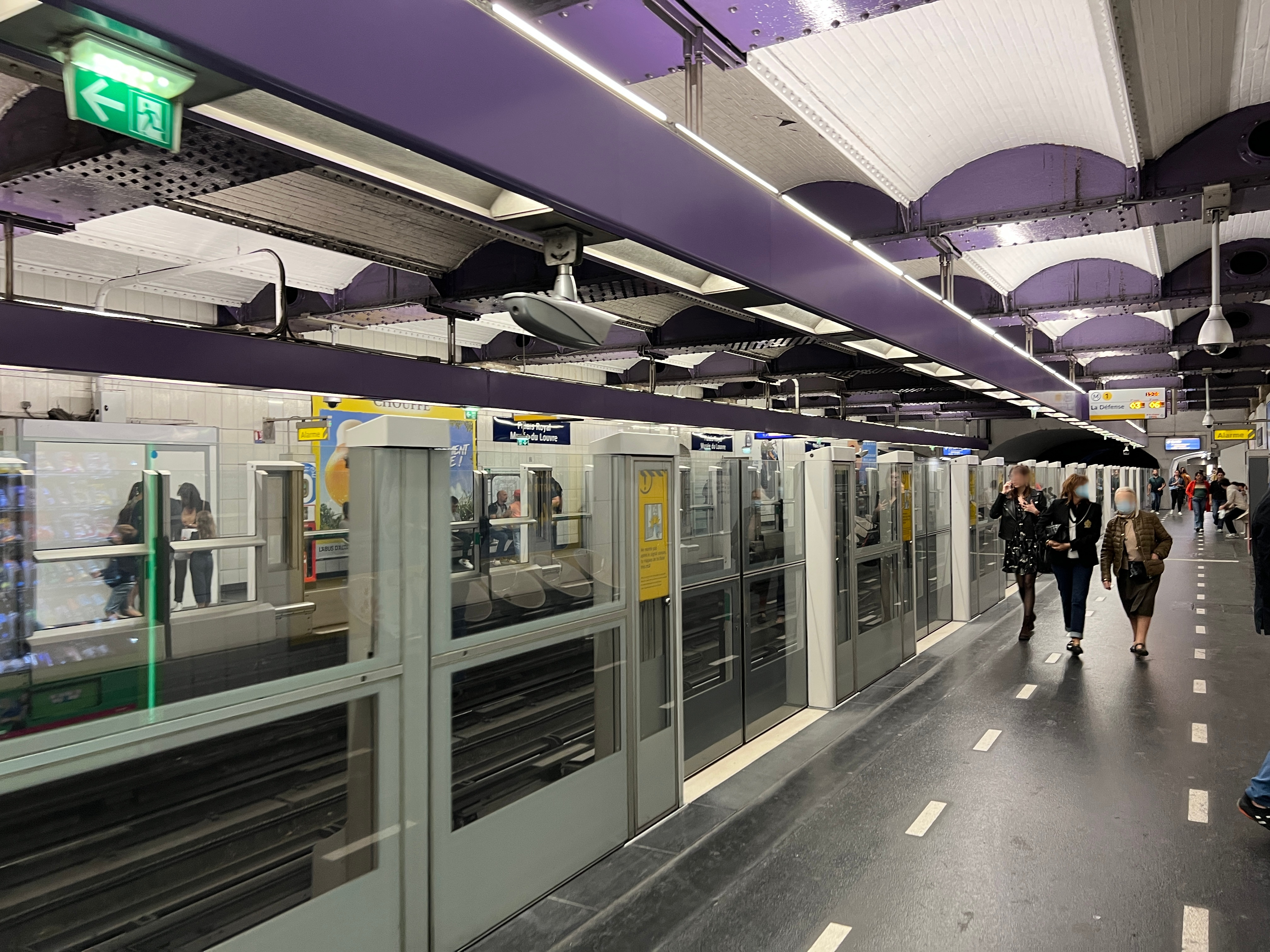
Perrong på linje
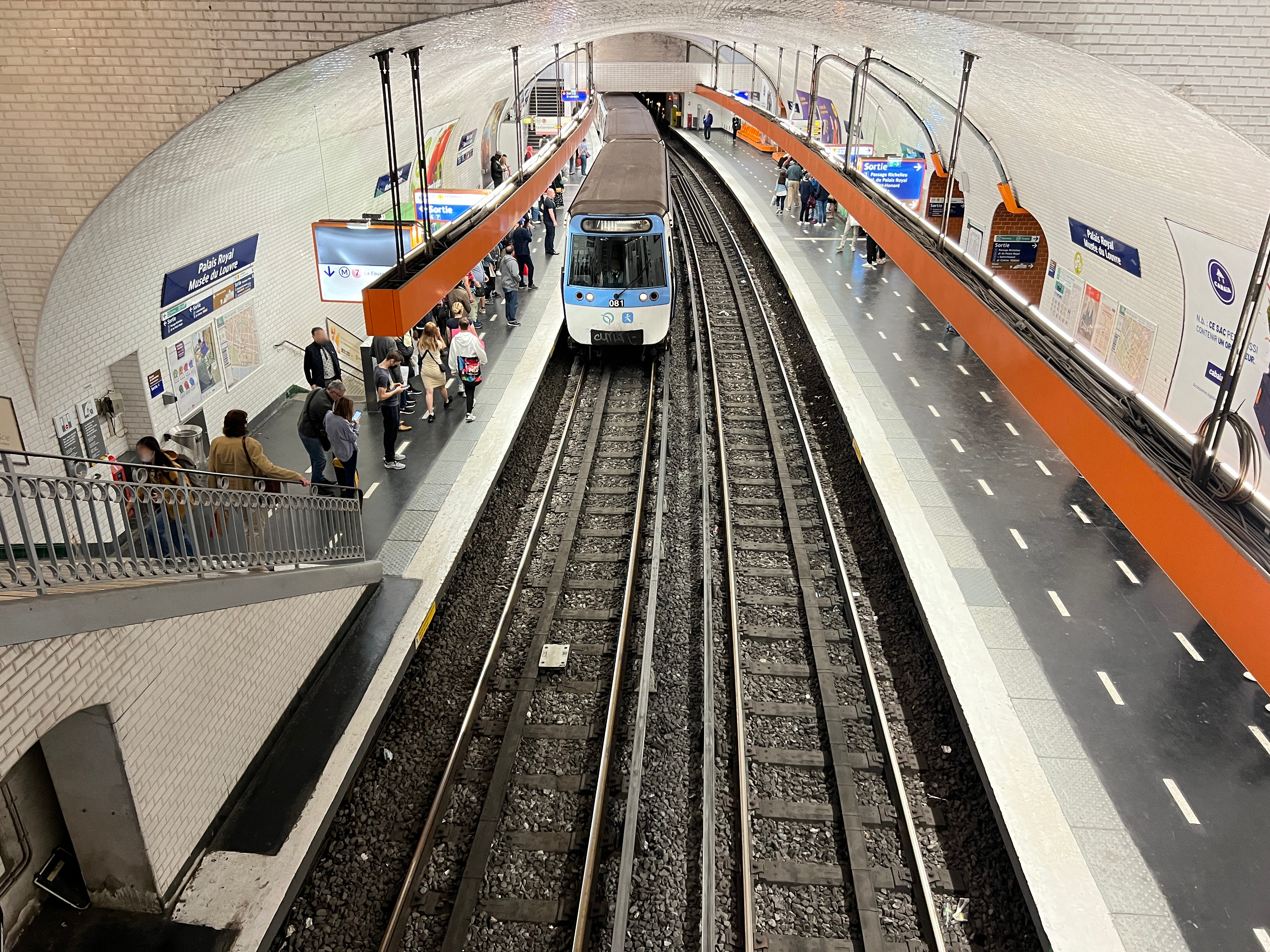
Perrong på linje
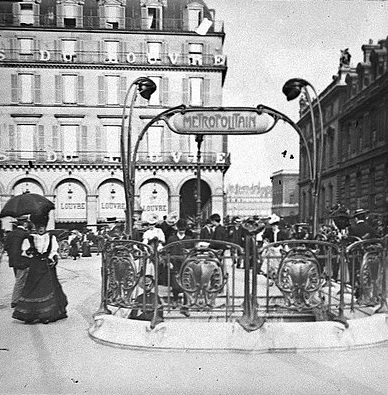
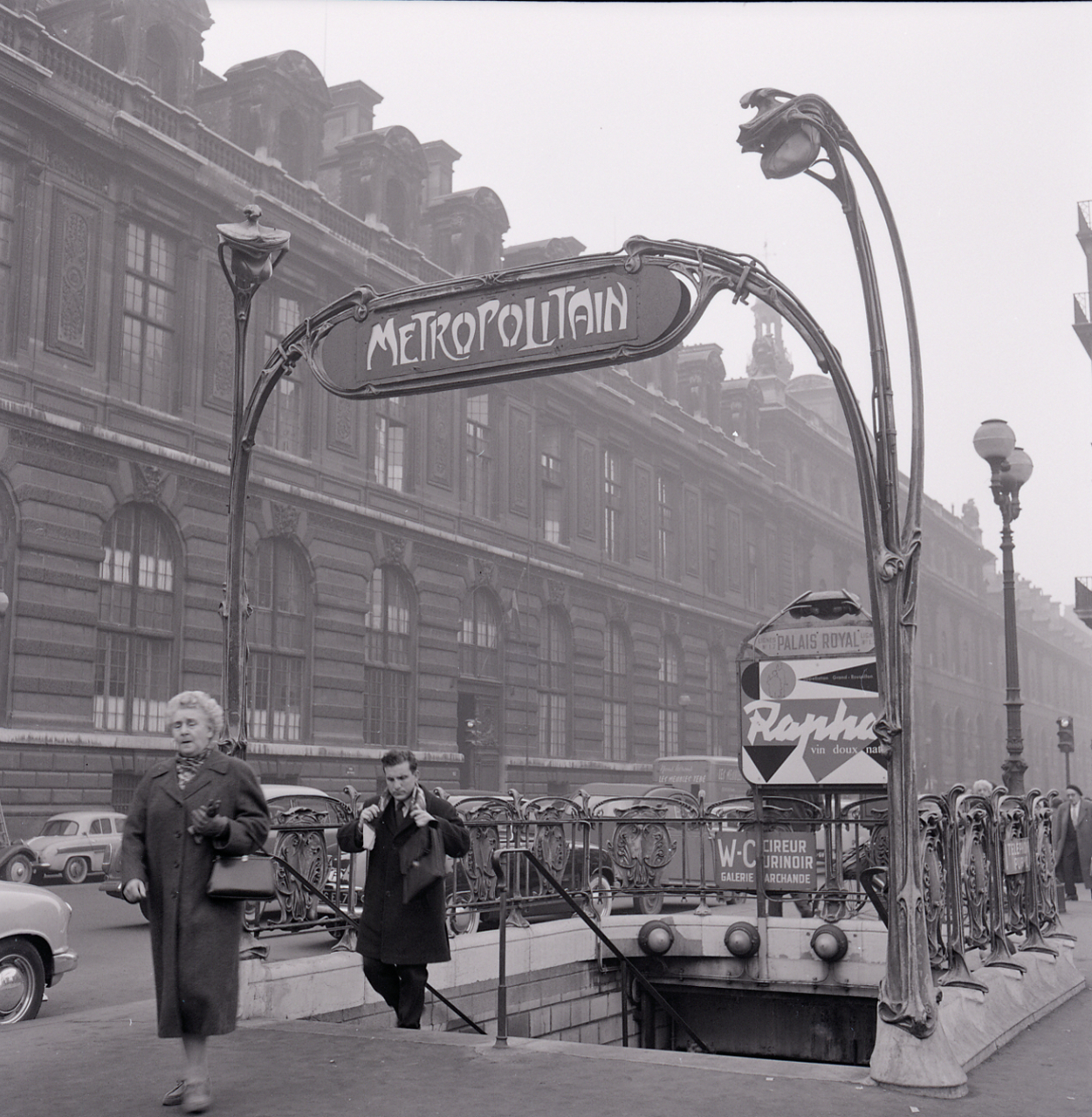